# 國際帕拉林匹克委員會
，簡稱，是一個專為身障運動員而設的非牟利與國際性體育組織，於1989年9月22日成立於西德波恩。該會自2001年起與國際奧委會達成合作協議，取得奧運主辦權的城市也需舉辦帕運。

## 概覽
基於能夠更有效地組織帕拉林匹克運動會並為帕拉林匹克運動提供統一聲音，四個國際殘疾人體育組織於1982年成立了世界殘疾人體育組織國際協調委員會（ICC）。在接下來的幾年中，其他組織加入，並且如參與帕拉林匹克運動的國家所要求的，出現了對民主指導組織的需求。他們希望建立民主結構，以改善國家和地區代表性，這導致了今天所知的IPC的成立。在挪威舉行的1994年帕拉林匹克冬季運動會是第一個由IPC組織的賽事。
IPC擁有208個成員組織，作為一個傘狀組織運作，這與其他主要限於單一運動或殘疾類別的國際殘疾人運動員體育組織形成對比。
一個由14名成員組成的理事會負責在大會會議之間管理IPC。羅伯特·D·斯特德沃德於1989年成為第一任主席。自2017年以來，安德魯·帕森斯擔任IPC主席。

## 歷史
國際帕拉林匹克委員會以及夏季和冬季帕拉林匹克運動會發展里程碑的年表。
1944年，路德維希·古特曼博士在斯托克·曼德維爾醫院建立了脊髓損傷中心。
1948年7月29日，在1948年倫敦奧運會開幕典禮當天，路德維希·古特曼博士組織了首次輪椅運動員比賽，他將其命名為斯托克·曼德維爾運動會，這是帕拉林匹克歷史上的一個里程碑。比賽有16名受傷的軍人參加射箭項目。
1952年，荷蘭退伍軍人前往英國與英國運動員競賽，這促成了國際斯托克·曼德維爾運動會的建立。1955年，國際聾人體育委員會（CISS）獲得國際奧林匹克委員會（IOC）正式承認。
1960年9月18-25日，羅馬夏季帕拉林匹克運動會舉行，來自23個國家的400名運動員參加了8個項目的57個比賽。這些運動會後來被稱為第1屆夏季帕拉林匹克運動會，也是第9屆國際斯托克·曼德維爾運動會。運動會在羅馬奧運會之後舉行，使用相同的場館。同年，國際斯托克·曼德維爾運動會委員會（ISMGC）成立。
1962年，國際殘疾人體育組織（IOSD）成立，協助視力受損、截肢、腦性麻痺和下肢癱瘓但不符合參加國際斯托克·曼德維爾運動會資格的人士。
1964年11月3-12日，東京夏季帕拉林匹克運動會舉行，來自21個國家的375名運動員參加了9個項目的144個比賽。舉重被加入比賽項目。開幕典禮在5,000名觀眾面前舉行。
1968年11月4-13日，特拉維夫夏季帕拉林匹克運動會舉行，來自29個國家的750名運動員參加了10個項目的181個比賽。新增項目包括草地滾球、女子籃球和男子100米輪椅賽跑。
1972年8月2-11日，海德堡夏季帕拉林匹克運動會舉行，來自43個國家的984名運動員參加了10個項目的1987個比賽。四肢癱瘓運動員的項目首次加入比賽項目。為視力受損運動員舉行示範項目。由於慕尼黑的奧運村已改建為私人公寓而無法使用，因此使用海德堡作為場地。
1976年8月3-11日，多倫多夏季帕拉林匹克運動會舉行，來自38個國家的1657名運動員參加了13個項目的447個比賽。截肢和視力受損運動員首次參賽。門球、射擊和立式排球被加入比賽項目。專業競速輪椅首次使用。
同年2月21-28日，厄恩舍爾茲維克冬季帕拉林匹克運動會舉行，來自16個國家的198名運動員參加了2個項目的53個比賽。這是首屆冬季帕拉林匹克運動會。運動會展示了滑雪設備設計的創新，使用拐杖進行「三軌滑雪」。示範項目是雪橇競賽。同年，聯合國教科文組織會議確立了殘疾人參與體育和體育教育的權利。
1980年6月21-30日，阿納姆夏季帕拉林匹克運動會舉行，來自42個國家的1973名運動員參加了12個項目的489個比賽。坐式排球被加入比賽項目。莫斯科拒絕主辦運動會。腦性麻痺運動員首次參賽。開幕典禮有12,000名觀眾。
同年2月1-7日，蓋洛冬季帕拉林匹克運動會舉行，來自18個國家的350名運動員參加2個項目的63個比賽。截肢、視力受損和其他類別運動員首次參加冬季運動會。
1982年，國際殘疾人世界體育組織國際協調委員會（ICC）由國際奧林匹克委員會（IOC）成立，因為需要一個單一的管理機構來管理殘疾人體育。
1984年6月17-30日（美國）/7月22日-8月1日（英國），斯托克·曼德維爾/紐約夏季帕拉林匹克運動會舉行，來自41個國家的1100名運動員（英國）和來自45個國家的1,800名運動員（美國）參加了18個項目的903個比賽。紐約運動會在霍夫斯特拉大學舉行，為截肢、其他類別、腦性麻痺和視力受損運動員舉行項目。斯托克·曼德維爾運動會為脊髓殘疾運動員而設。決定未來的運動會應在一個城市舉行。硬地滾球、公路自行車和七人制足球被加入比賽項目。
同年1月14-20日，因斯布魯克冬季帕拉林匹克運動會舉行，來自21個國家的457名運動員參加3個項目的107個比賽。腦性麻痺運動員首次參賽。1984年洛杉磯奧運會包括男子1500米和女子800米輪椅賽跑作為示範項目。
同年，帕拉林匹克運動會一詞獲得IOC批准。這個詞在1988年首爾帕拉林匹克運動會前使用。
1988年10月18-24日，首爾夏季帕拉林匹克運動會舉行，來自61個國家的3057名運動員參加了16個項目的732個比賽。運動會使用奧運設施。身材矮小運動員首次在其他類別中參賽。柔道被加入比賽項目，輪椅網球是示範項目。
同年1月17-24日，因斯布魯克冬季帕拉林匹克運動會舉行，來自22個國家的397名運動員參加4個項目的96個比賽。坐式滑雪項目在高山滑雪和帕拉林匹克北歐滑雪中引入。
1989年9月22日，國際帕拉林匹克委員會（IPC）取代ICC成為帕拉林匹克運動的管理機構，加拿大人羅伯特·斯特德沃德成為首任主席。
1990年，ISMFG更名為國際斯托克·曼德維爾輪椅體育聯合會（ISMWSF）。同年，IPC與ICC達成協議，ICC繼續負責帕拉林匹克運動會直至1992年巴塞隆納帕拉林匹克運動會之後。
1992年9月3-14日，巴塞隆納夏季帕拉林匹克運動會舉行，來自33個國家的3001名運動員參加16個項目的431個比賽。輪椅網球首次成為獎牌項目。IOC主席胡安·安東尼奧·薩馬蘭奇出席並支持運動會。智力殘疾人士首屆帕拉林匹克運動會在運動會結束後立即在西班牙馬德里舉行。這是ICC組織的最後一屆運動會。
同年3月25日-4月1日，蒂涅/阿爾貝維爾冬季帕拉林匹克運動會舉行，來自24個國家的475名運動員參加3個項目的78個比賽。冬季兩項被加入比賽項目。為智力殘疾運動員在高山滑雪和越野滑雪中舉行示範項目。首屆與奧運會共用場館的冬季運動會。
同年，IPC採用「心靈、身體和精神」標誌（3個太極圖），使用至2003年。
1993年，IPC成立體育科學委員會。
1994年3月10-19日，利勒哈默爾冬季帕拉林匹克運動會舉行，來自31個國家的492名運動員參加5個項目的133個比賽。首屆在IPC控制下舉行的冬季運動會，運動會與修訂後的冬季奧林匹克運動會四年週期保持一致。冰橇曲棍球被加入比賽項目。
1995年，國際聾人體育委員會（CISS）退出IPC。
1996年8月16-25日，亞特蘭大夏季帕拉林匹克運動會舉行，來自104個國家的3259名運動員參加了20個項目的508個比賽。智力殘疾運動員首次參加夏季運動會。馬術和場地自行車項目被加入比賽項目，帆船是示範項目。IPC首次正式主辦運動會並承擔未來運動會的責任。首屆吸引全球贊助的運動會。12,000名志工協助運動會的運作。
1998年3月5-14日，長野冬季帕拉林匹克運動會舉行，來自32個國家的571名運動員參加4個項目的122個比賽。智力殘疾運動員首次參加冬季運動會。在互聯網剛起步時，官方網站在運動會期間記錄了770萬次點擊。
1999年，IPC遷入位於德國波昂的現任總部。IOC主席胡安·安東尼奧·薩馬蘭奇出席開幕。同年，INAS-FMH更名為國際智力殘疾人體育聯合會（INAS-FID）。
2000年10月18-29日，悉尼夏季帕拉林匹克運動會舉行，來自122個國家的3,881名運動員參加20個項目的551個比賽。首屆在南半球舉行的運動會。女子項目被納入舉重比賽項目，輪椅橄欖球和帆船首次成為獎牌項目。IOC與IPC簽署合作協議以加強彼此關係。運動會首次獲得全面的國際電視轉播。超過340,000名學童參加並深入了解帕拉林匹克運動。
2001年，羅伯特·斯特德沃德在擔任三屆主席後，由前英國帕拉林匹克運動員菲利普·克雷文爵士接任。同年6月19日，IPC和IOC簽署協議，確保「一個申辦，一個城市」的做法，意味著同一城市將主辦奧運會和帕拉林匹克運動會。
同年，IPC大會因悉尼運動會智力殘疾項目中69%的獎牌得主沒有正確的智力殘疾驗證，暫停智力殘疾運動員參加帕拉林匹克運動會。
2002年3月7-16日，鹽湖城冬季帕拉林匹克運動會舉行，來自36個國家的416名運動員參加5個項目的92個比賽。組織者確保了全球電視轉播，門票需求很高。
2003年，菲利普·克雷文爵士，IPC主席在捷克共和國布拉格舉行的第115屆IOC會議上當選為新的IOC委員。同年，IPC理事會批准制定通用分級守則。IPC採用新的「運動中的精神」標誌（Agitos）。IPC簽署世界反興奮劑守則並修訂其反興奮劑守則以符合世界反興奮劑守則。
2004年9月17-28日，雅典夏季帕拉林匹克運動會舉行，來自135個國家的3808名運動員參加19個項目的517個比賽。五人制足球被加入比賽項目。累計全球電視觀眾18億人觀看2004年雅典帕拉林匹克運動會。超過3000名記者報導運動會。
同年，國際輪椅和截肢體育聯合會（IWSF）因ISMWSF和ISOD合併而成立。
2005年，帕拉林匹克獎項首次頒發。
2006年3月10-19日，都靈冬季帕拉林匹克運動會舉行，來自39個國家的477名運動員參加5個項目的58個比賽。冬季運動新分級系統首次使用。輪椅冰壺首次亮相運動會。IPC在運動會期間推出ParalympicSport.TV線上電視頻道，吸引來自105個國家的近40,000名獨特觀眾。同年，IPC收入首次超過500萬歐元。
2007年，新的「IPC分級守則和國際標準」在11月舉行的IPC大會會議上獲得批准。
2008年9月6-17日，北京夏季帕拉林匹克運動會舉行，來自146個國家的3,951名運動員參加20個項目的472個比賽。划船被加入比賽項目。全世界38億人通過電視和串流觀看運動會，340萬觀眾參加運動會。
2009年，IPC大會恢復智力殘疾運動員參加帕拉林匹克運動會。同年，「IPC立場聲明——帕拉林匹克運動分級的背景和科學原理」在6月獲得IPC體育科學委員會、分級委員會和理事會通過。
2010年3月12-21日，溫哥華冬季帕拉林匹克運動會舉行，來自44個國家的502名運動員參加5個項目的64個比賽。門票銷售230,000張，創運動會記錄。
2012年8月29日-9月9日，倫敦夏季帕拉林匹克運動會舉行，來自164個國家的4,237名運動員參加20個項目的503個比賽。智力殘疾運動員通過參加田徑、游泳和桌球重返運動會。
同年，IPC和IOC簽署新的合作協議，增加IOC財政支持並保證帕拉林匹克運動會將在與奧運會相同的城市和場館舉行直至2020年。IPC收入首次超過1000萬歐元。IPC推出Agitos基金會。
2014年3月7-16日，索契冬季帕拉林匹克運動會舉行，來自45個國家的541名運動員參加6個項目的72個比賽。售出316,200張門票，是帕拉林匹克冬季運動會史上最多。帕拉滑雪板被加入比賽項目。門票銷售316,200張，超越溫哥華運動會的記錄。
2016年9月7-18日，里約熱內盧夏季帕拉林匹克運動會舉行。這是拉丁美洲和南美洲的首屆運動會。帕拉獨木舟和帕拉鐵人三項被加入比賽項目。11月30日，IPC正式將其擔任國際聯合會的10個運動項目重新品牌為「World Para」標誌。同時，IPC更改了這10個運動項目中3個的名稱：帕拉林匹克射擊成為「射擊帕拉運動」；雪橇曲棍球成為「帕拉冰球」；輪椅舞蹈運動成為「帕拉舞蹈運動」。
2017年，菲利普·克雷文在擔任四屆主席後，由巴西人安德魯·帕森斯接任IPC主席。
2018年3月9-18日，平昌冬季帕拉林匹克運動會舉行，來自49個國家的569名運動員參加6個項目的80個比賽。滑雪板已擴展為2018年的獨立項目，並有10個獎牌項目（在2014年，滑雪板的兩個獎牌項目是在高山滑雪計劃內舉行）。國際奧委會和國際殘奧會簽署了一項協議，重申了兩個機構之間的夥伴關係，直到布里斯班2032年。

## 歷任主席
1989年起擔任主席的為加拿大籍、曾执教一支轮椅篮球队的羅伯特·斯特德沃德，他為創始主席至2001年，曾於加拿大成立加拿大殘疾人體育基金。
2001年前英國殘障運動員菲利普·克雷文獲選為第二任主席，至2017年。他是首位担任国际残奥委会主席的身体残障人士。
2017年9月，來自巴西的安德鲁·帕森斯在阿联酋阿布扎比举行的第18届国际残奥委会大会上当选第三任主席。他曾任巴西残疾人体育协会会长和国际残奥委会执行委员。
| 姓名                                  | 國家   | 任期      |
| ------------------------------------- | ------ | --------- |
| 羅伯特·斯特德沃德（Robert Steadward） | 加拿大 | 1989–2001 |
| 菲利普·克雷文（Philip Craven）        | 英国   | 2001–2017 |
| 安德鲁·帕森斯（Andrew Parsons）       | 巴西   | 2017–     |

## 組織

### 大會
IPC大會（IPC General Assembly）是IPC的最高決策機關。由國際競技聯盟、各國的國內帕拉林匹克委員會、國際殘疾人體育聯盟、地區組織組成，每兩年舉辦一次。

### 理事會
IPC理事會（IPC Governing Board）在IPC大會中，每四年選出會長、副會長各1名和理事10名（不包括IPC運動員委員會主席、CEO）。理事最多可連任3屆。2021年12月選出的理事會由14人組成。根據2021年IPC大會的決定，預計在2022年北京帕拉林匹克運動會後，IPC運動員委員會副主席將加入理事會。
| 職位                | 姓名                                     | 出身國（出身組織）                |
| ------------------- | ---------------------------------------- | --------------------------------- |
| 會長                | 安德魯·帕森斯 （Andrew Parsons）         | 巴西                              |
| 副會長              | 杜安·凱爾 （Duane Kale）                 | 新西兰                            |
| 理事                | 黛布拉·亞歷山大 （Debra Alexander）      | 南非 · （世界鐵人三項）           |
| 理事                | 穆罕默德·阿爾哈梅利 （Mohamed Alhameli） | 阿联酋                            |
| 理事                | 瑪麗安娜·戴維斯 （Marianna Davis）       | 美国                              |
| 理事                | 松江美季 （Miki Matheson）               | 日本                              |
| 理事                | 切爾西·戈特爾 （Chelsey Gotell）         | 加拿大                            |
| 理事                | 崔在俊 （Jai-Jun Choung）                |                                   |
| 理事                | 盧卡·潘卡利 （Luca Pancalli）            | 義大利                            |
| 理事                | 約翰·彼得森 （John Petersson）           | 丹麦                              |
| 理事                | 馬吉德·拉希德 （Majid Rashed）           | 阿联酋 · （亞洲帕拉林匹克委員會） |
| 理事                | 羅賓·史密斯 （Robyn Smith）              | · （國際智力殘疾人體育聯盟）      |
| IPC運動員委員會主席 | 伊茨克·菲瑟爾 （Jitske Visser）          | 荷蘭                              |
| CEO                 | 邁克·彼得斯 （Mike Peters）              | 美国                              |

## 帕運名人堂
截至2016年，國際帕拉林匹克委員會（IPC）將前帕運選手納入名人堂，以表彰他們的體育成就。  
- 2006年: 约科·格里普 , Ulla Renvall , Annemie Schneider
- 2008年: Connie Hansen , 克劳迪娅·亨斯特 , Peter Homann , André Viger , Kevin McIntosh（教練）
- 2010年: 塔尼娅·卡里 , Chris Waddell , Rolf Hettich（教練）
- 2012年: Louise Sauvage , 特丽莎·佐恩 , 罗伯托·马尔松 , Frank Ponta , Chris Holmes
- 2014年: Jon Kreamelmeyer , Eric Villalon Fuentes , 韦雷娜·本特勒
- 2016年: 河合纯一 , Chantal Petitclerc , Franz Nietlispach , 内罗莉·费尔霍尔 , Martin Morse [20]

## 会歌
国际残奥委会的会歌创作于1996年，名为“赞美未来”。

## 另見
- 残疾人奥林匹克运动会
- 國家帕拉林匹克委員會

## 外部連結
- 官方网站
- 帕拉林匹克體育電視網站（页面存档备份，存于）